# Geodia cooksoni
Espèce
Synonymes
Cydonium cooksoni Sollas, 1888
Geodia cooksoni est une espèce d'éponges de la famille des Geodiidae, présente dans l'océan Pacifique autour des îles Galápagos.

## Taxonomie
L'espèce est décrite par William Johnson Sollas en 1888 sous le nom de Cydonium cooksoni.

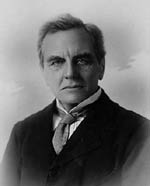
William Johnson Sollas

La localité type se situe près des îles les plus orientales de l'archipel des Galápagos.

## Description

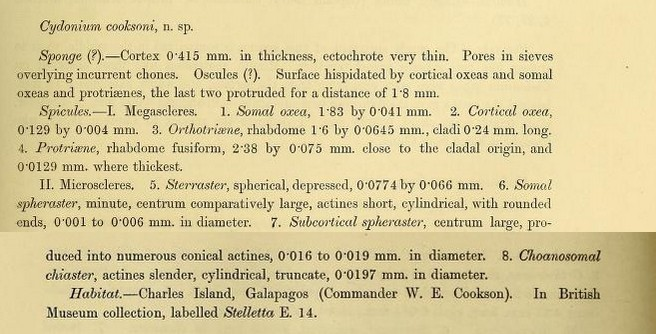
Description de Cydonium cooksoni (Geodia cooksoni) par Sollas en 1888.